# Netrium oblongum
Netrium oblongum là một loài Song tinh tảo trong họ Mesotaeniaceae, thuộc chi Netrium.